# Nederlandsch-Indische Bierbrouwerij De Kroon

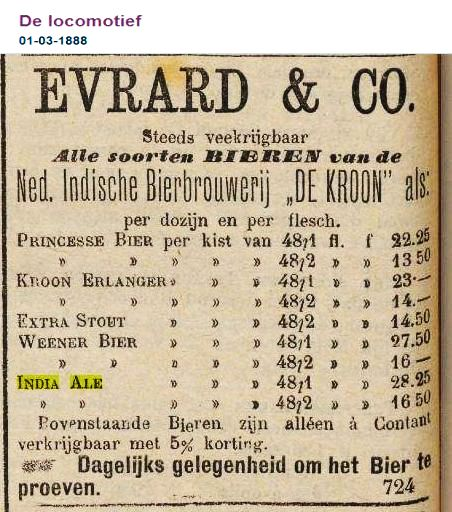
Advertentie voor Kroon Erlanger in De Locomotief

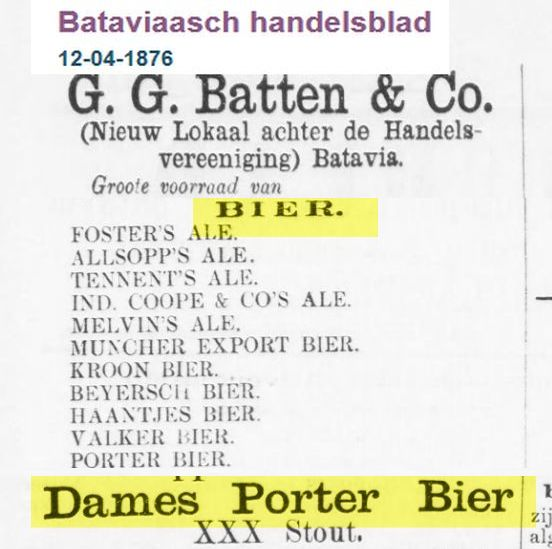
De Kroon verkrijgbaar bij G.G. Batten & Co - Bataviaasch Handelsblad

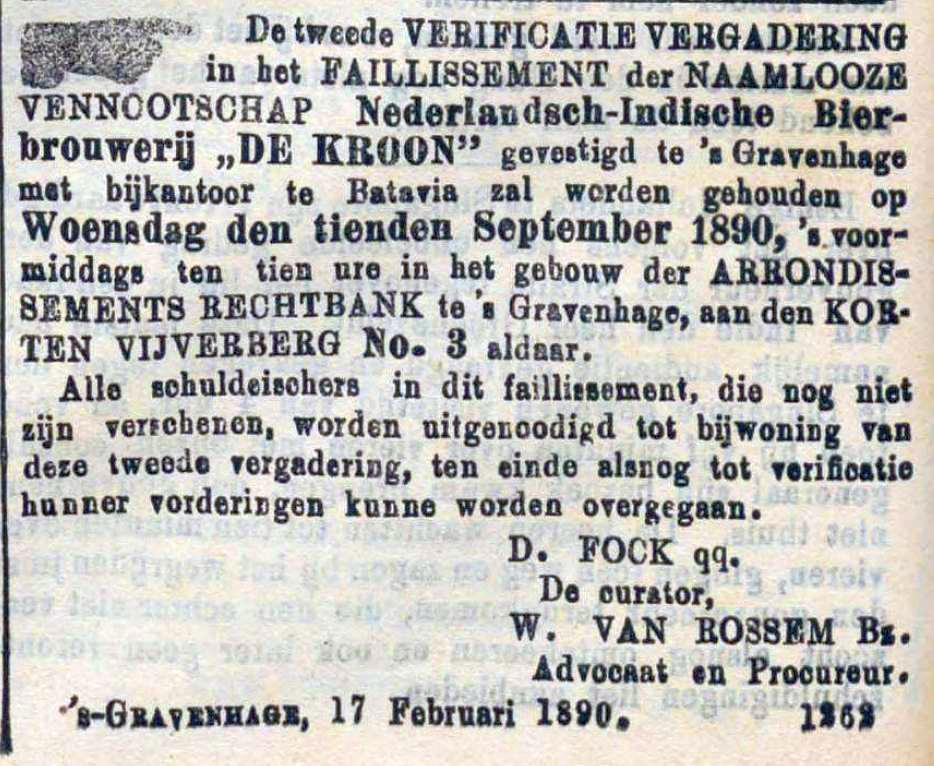
Faillissement de Kroon

Nederlandsch-Indische Bierbrouwerij De Kroon was een bierbrouwerij in Batavia.

## Geschiedenis
De productie begon op 6 mei 1886 met een capaciteit van 3.000 flessen per dag. Men ging ervan uit het bier voor de helft van de prijs van de ingevoerde bieren te kunnen leveren.
De soorten die men als eerste in de handel bracht waren Princesse, Indian ale en Extra Stout. Kennelijk was het met de kwaliteit van het bier van 'De Kroon' wel in orde. Op de "Tentoonstelling voor Voedingsmiddelen" die gedurende de zomermaanden van 1887 in Amsterdam werd gehouden werd het bier met goud bekroond. In 1887 werden ook Erlanger en Zwart aan het assortiment toegevoegd. Bij veel brouwerijen was ijs een belangrijk bijproduct. Ook bij brouwerij de Kroon was dit het geval. Deze brouwerij is 5 jaar in productie geweest. Gezien de biersoorten die uit de ketels kwamen, werd bovengistend bier gebrouwen. Een groot deel van het importbier was inmiddels ondergistend. Waarschijnlijk heeft dit de brouwerij parten gespeeld. In 1890 werd het faillissement uitgesproken. De boedel werd 14 maart 1891 geveild. Om een indruk van de omvang van deze brouwerij te geven: te koop waren onder andere een 4 pk stoommachine, 2 Linde ijsmachines met een capaciteit van 3000 en 6000 pond, 146.000 lege flessen en 56 lagervaten van 50 hectoliter.

## Rudolph Marc Voullaire
Rudolph Marc Voullaire werd geboren op 22 februari 1860 in Zeist. Hij was zoon van voormalig zeepmaker Marc Voullaire en Lijdia Merian.
R.M. Voullaire vertrok met het schip "Prins van Oranje" van Amsterdam naar Batavia op 17 juni 1885 en kwam aan om 29 Juli 1885.  Op 14 november 1885 werd de Nederlandsch-Indische Bierbrouwerij "De Kroon" opgericht in Den Haag door zijn vader en de broers van Rudolphs latere echtgenoot Jeanne Etiennette, Dermout, met als doel om één of meerdere bierbrouwerijen te starten in Nederlandsch-Indië. Rudolf Marc Voullaire en Otto Anne Eliza Gerhard Dermout, woonachtig in Batavia, waren beiden directeur van het bedrijf in Batavia.